# 全洞院
全洞院（ぜんとういん）は、埼玉県入間郡越生町にある曹洞宗の寺院。

## 歴史
室町時代、喜州善欣によって開山された。
当院の墓地には、渋沢平九郎の墓がある。平九郎は武蔵国榛沢郡下手計村（現・埼玉県深谷市下手計）の名主尾高勝五郎の子で、尾高惇忠の弟である。後に渋沢栄一の義理の弟となり、栄一の見立養子となっている。平九郎は旧幕府方の振武軍に入隊し飯能戦争を戦ったが敗北、顔振峠に落ち延びた。峠の茶屋で「落武者姿は危ない」といわれ、百姓姿に変装したが、黒山村（現・越生町黒山）で官軍に発見され、壮絶な最期を遂げた。黒山村の村人は、この無名の勇者を当院に葬り、敬意を込めて「ダッソ様（脱走様）」と呼んだ。
後に兄の惇忠によって、そのダッソ様が平九郎であることを確認、義兄兼養父の栄一によって谷中霊園に改葬された。当院には「澁澤平九郎之墓」の墓石が建てられている。

澁澤平九郎之墓

## 交通アクセス
- 路線バス神社前停留所より徒歩1分。